# Паркер, Куана
Куа́на Па́ркер (англ. Quanah Parker; 1845 — 23 февраля 1911) — вождь индейского племени команчей. Его имя происходит от слова на языке команчей kwaina и означает «аромат, сладкий запах».

## Биография
Куана Паркер был сыном вождя воинственных команчей Пета Нокона и дочери техасского поселенца Синтии Энн Паркер, захваченной 19 мая 1836 года в возрасте 9 лет. Её приняли в племя и она счастливо жила среди команчей, пока её не отбили техасские рейнджеры. Синтию Энн Паркер вернули домой, где она и умерла от разрыва сердца в 1870 году.
После смерти отца в 1863 году Куана становится вождём. Он собирает собственный военный отряд для набегов из числа лучших воинов. Они отказались признать условия договора на Медисин Лодж в 1867 году. Следующие семь лет он провел в открытом сопротивлении, беспрерывно нападая на поселения белых американцев. В 1874 году во главе более чем 700 воинов он атаковал охотников на бизонов в Эдоуб-Уоллс. Куана и его группе пришлось сдаться после двухлетнего преследования войсками полковника Рэналда Маккензи. 2 июня 1875 года Куана Паркер во главе 400 квахади прибыл в форт Силл.
Поселившись на своей ферме на Индейской Территории, он делал всё, чтобы облегчить положение своего народа, ставшего на тропу белого человека, стараясь во всем, вплоть до полигамии, отстаивать племенные традиции. Вместе с Джеронимо и другими известными индейцами он участвовал в инаугурационном параде президента Теодора Рузвельта. Куана Паркер был одним из ранних известных последователей Церкви коренных американцев.
Куана Паркер умер 23 февраля 1911 года в возрасте 64 лет и был похоронен рядом со своей матерью в Оклахоме.